# Challenger Bolivia
El Challenger Bolivia es un torneo profesional de tenis. Pertenece al ATP Challenger Tour. Se juega desde el año 2022 sobre pistas de tierra batida al aire libre, en la ciudad de Santa Cruz de la Sierra, Bolivia.

## Palmarés

### Individuales
| Año     | Campeón               | Finalista            | Resultado     |
| ------- | --------------------- | -------------------- | ------------- |
| 2022-I  | Francisco Cerúndolo   | Camilo Ugo Carabelli | 6–4, 6–3      |
| 2022-II | Paul Jubb             | Juan Pablo Varillas  | 6–3, 7–6(5)   |
| 2023    | Mariano Navone        | Francisco Comesaña   | 4–6, 7–5, 6–1 |
| 2024    | Camilo Ugo Carabelli  | Murkel Dellien       | 6–4, 6–2      |
| 2024-II | Juan Manuel Cerúndolo | Álvaro Guillén Meza  | 3–6, 6–1, 6–4 |
| 2025    | Alex Barrena          | Franco Roncadelli    | 7–5, 5–7, 3–6 |

### Dobles
| Año     | Campeones                        | Finalistas                                   | Resultado        |
| ------- | -------------------------------- | -------------------------------------------- | ---------------- |
| 2022-I  | Diego Hidalgo Cristian Rodríguez | Andrej Martin Tristan-Samuel Weissborn       | 4–6, 6–3, [10–8] |
| 2022-II | Jesper de Jong Bart Stevens      | Nicolás Barrientos Miguel Ángel Reyes-Varela | 6–4, 3–6, [10–6] |
| 2023    | Boris Arias Federico Zeballos    | Matías Soto Gonzalo Villanueva               | 6–2, 4–6, [10–7] |
| 2024    | Andrea Collarini Renzo Olivo     | Hugo Dellien Murkel Dellien                  | 6–4, 6–1         |
| 2024-II | Hady Habib Trey Hilderbrand      | Finn Reynolds Matías Soto                    | 3–6, 6–3, [10–7] |